# Tamara Kozulina
Tamara Kozulina née le 1er février 1976 à Pervomaïsk en Russie est une triathlète professionnelle ukrainienne championne du monde de triathlon longue distance en 2004

## Biographie
Tamara Kozulina, née et grandi, dans l'est de l'Ukraine qui fait alors partie de l'URSS, elle pratique la gymnastique pendant sa période scolaire. Elle suit des études à l'université et obtient une diplôme de sport et d'éducation physique. Elle participe à ses premières compétitions en duathlon lors des championnats d'Europe pendant sa période universitaire. En 1999 elle  commence sa carrière professionnelle, elle gagne le titre de championne du monde longue distance en 2004.

## Palmarès
Le tableau présente les résultats les plus significatifs (podium) obtenus sur le circuit international de triathlon depuis 2000,.
| Année | Compétition                          | Pays             | Position           | Temps           |
| ----- | ------------------------------------ | ---------------- | ------------------ | --------------- |
| 2014  | Ironman Wisconsin                    | États-Unis       | Médaille d'argent  | 9 h 41 min 16 s |
| 2010  | Strongman All Japan Triathlon        | Japon            | Médaille d'or      | 8 h 34 min 6 s  |
| 2012  | Ironman 70.3 Augusta                 | États-Unis       | Médaille de bronze | Timing          |
| 2009  | Ironman Floride                      | États-Unis       | Médaille d'argent  | 9 h 12 min 47 s |
| 2009  | Strongman All Japan Triathlon        | Japon            | Médaille d'or      | 8 h 42 min 16 s |
| 2008  | Linz-Triathlon                       | Autriche         | Médaille d'or      | 4 h 29 min 2 s  |
| 2008  | Ironman Floride                      | États-Unis       | Médaille d'argent  | 9 h 14 min 15 s |
| 2005  | Powerman Duathlon Zofingen           | Suisse           | Médaille de bronze | 7 h 34 min 51 s |
| 2004  | Championnat du monde longue distance | Suède            | Médaille d'or      | 6 h 41 min 29 s |
| 2004  | Ironman Nouvelle-Zélande             | Nouvelle-Zélande | Médaille de bronze | 9 h 33 min 18 s |
| 2002  | Almere-Triathlon                     | Pays-Bas         | Médaille d'argent  | 9 h 47 min 6 s  |
| 2000  | Ironman Autriche                     | Autriche         | Médaille d'argent  | 9 h 25 min 53 s |